# Doktor ludosti (2003.)
Doktor ludosti, hrvatski dugometražni film iz 2003. godine.